# 賈曾
賈 曾（か そう、? - 727年）は、中国・唐の詩人。洛陽の出身。賈至の父。

## 略歴
賈言忠の子として生まれた。景雲年間（710年頃）、吏部員外郎となり、皇太子（のちの玄宗）に才能を認められて、太子づきの太子舎人になった。
玄宗の即位後は、諫議大夫・中書舎人を歴任、一時罪によって洋州刺史に左遷されたが、最後は礼部侍郎に至った。

## 詩人としての彼
賈曾の作品に『春和春日出苑矚目応令（「春日、苑に出でしときの矚目」に和し奉る 応令）』（七言律詩）がある。
| 春和春日出苑矚目応令 |                                                                            |
| 銅龍暁闢問安廻       | 銅龍暁に闢（ひら）き安（あん）を問うて廻（かえ）り                         |
| 金輅春遊博望開       | 金輅（きんろ）春遊（しゅんゆう）して博望（はくぼう）開く                   |
| 渭北晴光揺草樹       | 渭北（いほく）の晴光（せいこう） 草樹（そうじゅ）に揺らぎ                  |
| 終南佳気入楼台       | 終南（しゅうなん）の佳気（かき） 楼台に入（い）る                          |
| 招賢已得商山老       | 賢を招いては已（すで）に得たり 商山（しょうざん）の老                      |
| 託乗還徴鄴下才       | 乗（じょう）に託しては還（ま）た徴（め）す 鄴下（ぎょうか）の才            |
| 臣在東周独留滞       | 臣は東周に在りて独り留滞（りゅうたい）するも                               |
| 忻逢睿藻日辺来       | 睿藻（えいそう）の日辺（じっぺん）より来（きた）れるに逢うを忻（よろこ）ぶ |